# Нале

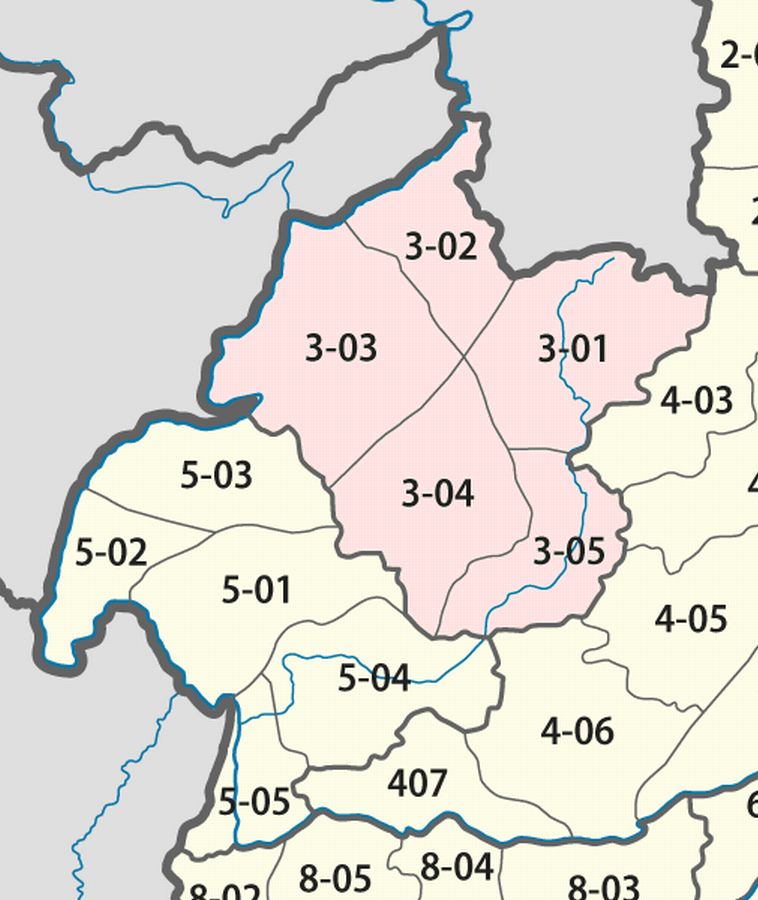
Число 3-05

Нале — один з районів (лаос. ເມືອງ муанг) провінції Луангнамтха, Лаос.